# Soisy-Bouy
Soisy-Bouy è un comune francese di 812 abitanti situato nel dipartimento di Senna e Marna nella regione dell'Île-de-France.

## Società

### Evoluzione demografica
Abitanti censiti